# Манфред V (Салуцо)
Вижте пояснителната страница за други личности с името Манфред.
Манфред V дел Васто (на италиански: Manfredo V di Saluzzo, Manfredo V del Vasto, † 1392) от род Алерамичи е господар на Карде и маркграф на Салуцо от 1330 до 1332 г., узурпатор от 1341 до 1342 г.
Той е син на Манфредо IV (1262–1330) и втората му съпруга Изабела Дория († 1353), дъщеря на Бернабò Дория и на Елеонора Фиески, патриций на Република Генуа.
Под влиянието на майка му Изабела баща му променя реда на наследството в полза на втория му син Манфред V и така предизвиква дългогодишни конфликти между братята Фридрих и Манфред. Договорът от 29 юли 1332 г. дава възможност на по-големия му полубрат Фридрих да се възлкачи на трона, но той умира през 1336 г.
През 1340 г. на трона идва племенникът му Томас II, син на Фридрих. От 1341 до 1342 г. узурпира властта.